# ابیکون
شهر ابیکون   در بخش لوسرن  در ایالت لوسرن در کشور سوئیس  واقع شده‌است که  ۱۱٬۳۰۰ نفر جمعیت دارد.